# Aphex Twin
Pour les articles homonymes, voir Richard James, James, Twin et AFX.
Richard David James, mieux connu sous le nom de scène Aphex Twin, est un compositeur britannique de musique électronique, né le 18 août 1971 à Limerick, en Irlande. Il grandit en Cornouailles. Il est généralement considéré comme un des artistes les plus influents de la scène électronique,,, en particulier dans les genres ambient techno et IDM,.
Débutant par un style proche de l'acid techno, avec des sorties sous les pseudonymes AFX et Polygon Window, James est salué par la critique pour son premier album, Selected Ambient Works 85-92, publié en 1992. Durant cette période, il s'associe au label britannique Warp et cofonde le label indépendant Rephlex Records. En 1997, il accède à la notoriété avec le single Come to Daddy, et surtout, deux ans plus tard, avec le single Windowlicker, qui atteint la 16e place du classement hebdomadaire des singles au Royaume-Uni. Ces deux singles restent célèbres pour leurs clips réalisés par Chris Cunningham.
Après son album Drukqs en 2001, James entre dans une période d'inactivité sous le pseudo Aphex Twin, mais continue à produire de la musique sous d'autres pseudonymes, notamment la série d'EP Analord en 2005 sous celui d'AFX avant deux autres sorties en 2007 sous celui de The Tuss. Il fait son retour en 2014 sous l'alias Aphex Twin avec l'album Syro, qui remporte le Grammy Award du meilleur album dance/électronique à l'occasion de la 57e cérémonie des Grammy Awards.

## Biographie

### Jeunesse

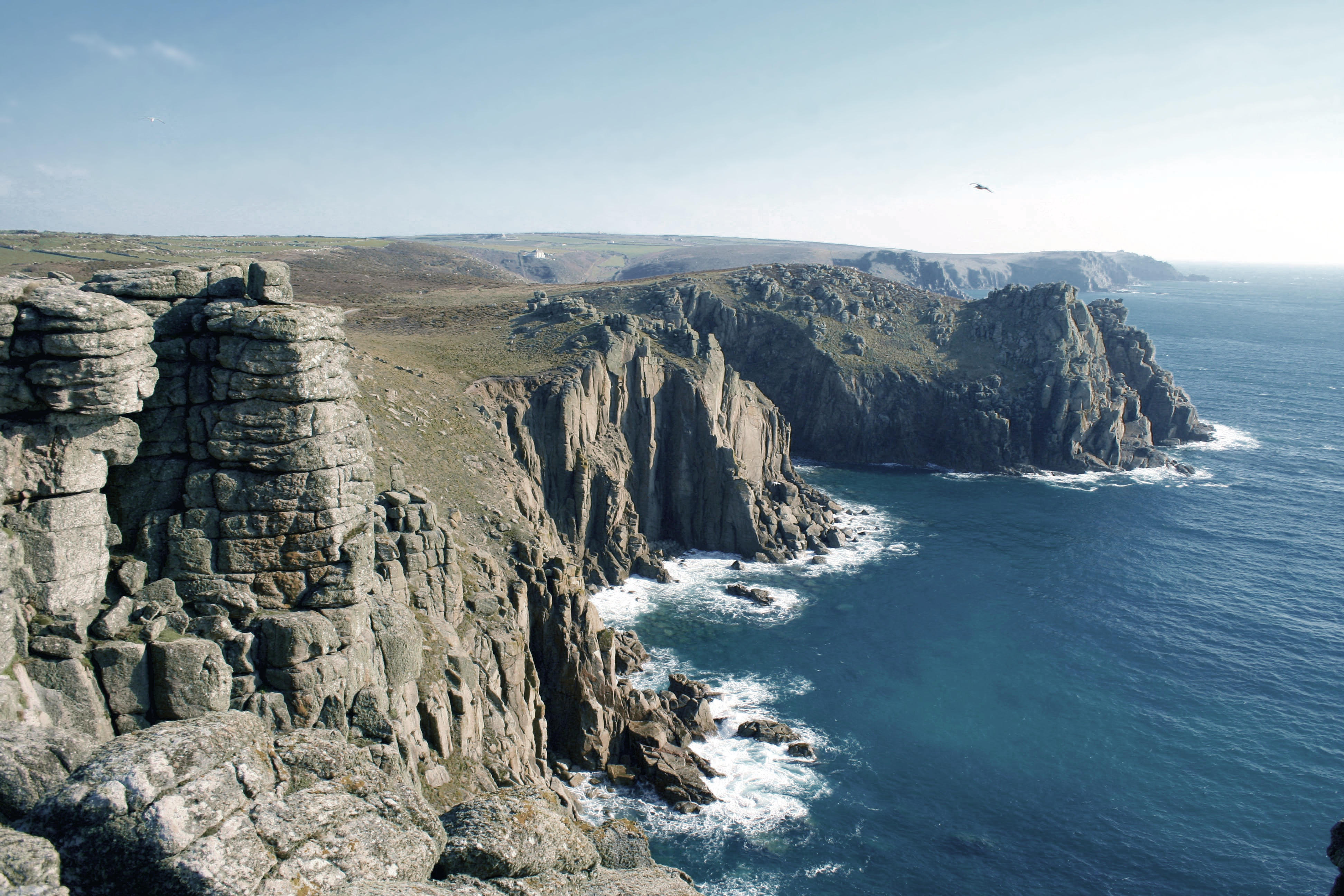
Paysage de Cornouailles.

James naît en 1971 à Limerick, de parents gallois. Son père est mineur et sa mère, infirmière. Il grandit à Lanner, en Cornouailles, avec deux sœurs aînées, et vit une enfance « très heureuse » au cours de laquelle il « peut faire ce qu'il veut ». Il aime se sentir séparé des villes voisines et du reste du monde. Dans ses premières expériences musicales lorsqu'il est enfant, James joue avec les cordes du piano de sa famille, à l'image du piano préparé du compositeur John Cage. À l'âge de neuf ans, il commence à acheter des cassettes et des magnétophones. Il fréquente la Redruth School à Redruth, et prétend avoir produit du son sur un Sinclair ZX81 (une machine sans matériel audio) à l'âge de 11 ans : « Quand j'avais 11 ans, j'ai gagné 50 livres dans un concours pour avoir écrit ce programme qui produisait du son sur un ZX81. Vous ne pouviez pas produire de son sur un ZX81, mais j'ai joué avec le code machine et trouvé des codes qui retransmettaient le signal de la télévision de manière à produire ce bruit très étrange lorsque vous montiez le volume. » Un blogueur ayant enquêté sur cette affirmation a découvert que le concours avait été gagné par une personne portant un nom différent, Garry N. Owen, mais il s'agit peut-être de James caché sous un pseudonyme.
À douze ans, il achète son premier synthétiseur, qu’il assemble : « J’ai commencé en modifiant des synthétiseurs analogiques et la camelote que j’avais achetés, et je suis devenu accro à la fabrication de bruits. J'étais en effervescence. Auparavant, je n'avais jamais vraiment écouté de musique. »
À treize ans, il fait l'acquisition d'un Roland 100M monosynth — une sorte de SH-101 — qui l'agace grandement. Il se met alors à modifier les composants de ses synthétiseurs. Au collège, il suit des cours en électronique, et déclare à ce propos que « la musique et l'électronique vont de pair ». Adolescent, il est disc jockey au Shire Horse Inn de St Ives, au Bowgie Inn de Crantock avec Tom Middleton et sur les plages de Cornouailles. James étudie au Cornwall College de 1988 à 1990 et y décroche un diplôme national d'ingénieur. Selon un de ses professeurs, James porte souvent des casques audio pendant les cours pratiques, « pensant sans aucun doute aux mixes sur lesquels il travaillerait plus tard ».

### 1989–1992: début de carrière
En 1989, James se lie d'amitié avec Grant Wilson-Claridge alors qu'ils travaillent alternativement comme DJ dans un pub, près de Newquay, sur la côte Atlantique des Cornouailles. Wilson-Claridge est intrigué par les platines de James et lorsqu'il découvre que celui-ci joue des cassettes de sa propre musique, il suggère d'en faire des disques. Au début, mettre les disques d'Aphex Twin sur vinyle était une façon de produire de la musique pour les amis du duo, qui ne pouvaient se déplacer jusqu'à Londres en raison de l'éloignement géographique.
La première sortie de James sous le nom d'Aphex Twin, qui sera ensuite changé pour AFX, est l'EP Analogue Bubblebath, publié en 1991 au format 12" sur le label Mighty Force Records (en). La piste En Trance to Exit est enregistrée avec Tom Middleton, également connu sous le nom de Schizophrenia. L'EP figure sur la playlist de Kiss FM, une radio influente de Londres, qui contribue à sa popularité.
En 1991, James et Wilson-Claridge fondent Rephlex Records pour promouvoir « l'innovation dans le domaine de l'acid - un genre de musique house très aimé et mal compris, oublié par certains et nouveau pour d'autres, notamment en Grande-Bretagne. » Cette même année, James publie deux EP en plus d'Analogue Bubblebath : Analog Bubblebath Vol 2, sous le pseudonyme d'AFX, ainsi que Bradley's Beat, sous le pseudonyme de Bradley Strider. Bien qu'il ait déménagé à Londres pour suivre un cursus d'électronique à Kingston Polytechnic, ses études battent de l'aile et sa carrière de musicien a désormais sa priorité. La signature d'un contrat avec le label belge R&S Records, sur lequel il publiera plusieurs de ses premières œuvres (Selected Ambient Works 85-92, Digeridoo, Xylem Tube), marque la fin de ses études.
Après avoir arrêté les études, James publie des albums et des EP sur plusieurs labels (dont Warp) derrière un certain nombre de pseudonymes (parmi lesquels AFX, Polygon Window et Power-Pill) ; plusieurs de ses morceaux, publiés sous des pseudonymes tels que Blue Calx et The Dice Man, paraissent sur des compilations. À la suite de son déménagement à Londres, il s'installe dans l'immeuble reconverti d'une ancienne banque dans le quartier Elephant and Castle,.

### Succès croissant (1992-1995)
Le premier album complet de Aphex Twin, Selected Ambient Works 85-92, sort le 12 février 1992 sur le label Apollo (en), une division de R&S Records. Il comprend des titres dont la conception remonterait à l'adolescence de Richard D. James. AllMusic le décrit comme « un tournant décisif pour la musique ambient ». En 2002, Rolling Stone déclare à propos de l'album : « Aphex Twin expérimentait bien au-delà de la musique ambient de Brian Eno en fusionnant des paysages sonores luxuriants avec des beats océaniques et des lignes de basse. [...] Il a prouvé que la techno pouvait être plus que de la musique dance de drogué ». Pitchfork le considère comme étant « parmi les musiques les plus intéressantes jamais créées avec un clavier et un ordinateur ». Cependant, les morceaux ont été enregistrés sur cassette et leur qualité sonore est relativement médiocre.
En 1992, James sort également les EP Digeridoo et Xylem Tube sous le nom Aphex Twin, toujours sur le label R&S Records, Pac-Man (EP) (basé sur le jeu d’arcade) sous le pseudonyme Power-Pill, ainsi que deux des quatre EP de la série Joyrex sous l'alias Caustic Window. Digeridoo atteint la 55e position du classement des singles britanniques et a été décrit par la suite par Rolling Stone comme préfigurant la drum and bass. James raconte qu'il a composé Digeridoo pour disperser son auditoire après une rave.
En 1993, James dévoile Analogue Bubblebath 3, les EP On et Bradley's Robot ; les deux derniers EP de la série des Joyrex sous l'alias Caustic Window ; et deux sorties qui sont ses premières chez Warp : Surfing on Sine Waves et Quoth, sous le pseudonyme Polygon Window. L'année suivante, Warp Records publie l'album Selected Ambient Works Volume II, qui explore un son plus porté sur l'ambient que son prédécesseur Selected Ambient Works 85-92, axé lui sur le rythme. James déclare dans des interviews que les sonorités de l'album lui ont été inspirées par des rêves lucides et qu'au réveil, il a tenté de recréer les sons et de les enregistrer. Bien qu'atteignant le 11e rang dans les charts britanniques, Selected Ambient Works Volume II n’est pas particulièrement bien accueilli, le critique Simon Reynolds notant en 1999 que « beaucoup de fans d’Aphex ont été pris par surprise » et « restaient divisés » sur l’album.
Toujours en 1994, paraissent les EP GAK et Analogue Bubblebath 4, ainsi que la compilation Classics, qui combine pour l'essentiel deux des premiers EP de James, Digeridoo et Xylem Tube.
En 1995, pour la sortie de ...I Care Because You Do, James utilise une image de son visage pour la couverture de l'album, pratique qui sera répétée sur nombre de ses disques ultérieurs. Les pistes de cet album ont été composées entre 1990 et 1994 et on y retrouve plusieurs genres musicaux typiques d'Aphex Twin. C'est le dernier enregistrement de James dans les années 1990 à mettre l'accent sur les synthétiseurs analogiques. Le Britannique demande au compositeur de musique classique contemporaine Philip Glass de créer une version orchestrale d'un des titres de l'album : Icct Hedral, qui apparaît quelques mois plus tard sur l'EP Donkey Rhubarb. James publie la même année les EP Ventolin et Hangable Auto Bulb, ce dernier étant considéré comme un des pionniers du drill and bass.

### Succès commercial (1996-2000)
Richard D. James Album, le quatrième album studio de James sous le pseudo d'Aphex Twin, sort chez Warp Records en novembre 1996. L'album, titré d'après le nom d'Aphex Twin (Richard David James), comprend l'utilisation de synthétiseurs virtuels et de rythmes non conventionnels. John Bush d'AllMusic note qu'il s'agit du premier album studio de James à faire la part belle à la musique jungle, et qu'il est « plus extrême que la quasi-totalité de la jungle créée à l'époque », avec des rythmes discordants superposés aux mélodies plus lentes qui caractérisent ses œuvres ambient antérieures. L'album est salué par la critique et est classé 40e dans la liste des "100 meilleurs albums des années 1990" par Pitchfork en 2003, qui estime que l'album « était l'une des combinaisons les plus agressives de formes électroniques disparates lors de sa sortie », avec son « contraste presque brutal entre ses éléments, créant un marqueur qui le rend actuel depuis 1996 ». En 2003, Richard D. James Album figure à la 55e place du classement des 100 meilleurs albums de tous les temps du NME.
James attire l'attention l'année suivante avec la sortie de son EP Come to Daddy. Le titre éponyme de l'EP est conçu comme une parodie du death metal, et James déclare à son sujet : « Come to Daddy est arrivé alors que je traînais chez moi, énervé et produisant ce jingle de death metal de merde. Puis il a été commercialisé, une vidéo a été tournée et cette petite idée que j'avais, qui était une blague, s'est transformée en quelque chose d'énorme. Ce n'était pas normal du tout. » Accompagné d'un clip réalisé par Chris Cunningham, James est désabusé par son succès. Ce dernier est suivi d'un autre, Windowlicker, qui atteint la 16e place du UK Singles Chart et est désigné single de l'année pour le NME,. Il est promu par un clip également réalisé par Cunningham, qui est nommé pour le Brit Award de la meilleure vidéo britannique en 2000,.

### De 2000 à 2007:Drukqs,Analordet The Tuss

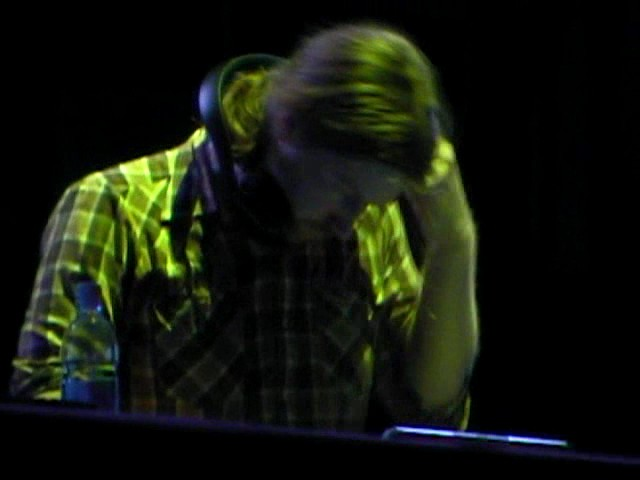
Aphex Twin en 2005.

En 2001, Aphex Twin publie Drukqs, un double album expérimental utilisant un piano contrôlé par ordinateur (influencé par Erik Satie et John Cage) et des morceaux abrasifs, rapides et minutieusement programmés. De nombreux noms de pistes sont écrits en cornique (langue celtique des Cornouailles), par exemple Jynweythek Ylow ("Musique Machine"). Rolling Stone qualifie les pièces de piano d'« ersatz de piano classique d'une beauté sans but ». Les critiques sont partagés, certains estimant que Drukqs constitue pour James une tentative de rompre son contrat avec Warp Records. Le musicien raconte aussi dans des interviews avoir accidentellement laissé un lecteur MP3 contenant un grand nombre de morceaux inédits dans un avion et qu'il avait accéléré la sortie de l'album pour prévenir une fuite sur Internet. En 2001, James sort également un court EP intitulé 2 Remixes By AFX, avec des remixes de morceaux de 808 State et de DJ Pierre. Il comporte également une troisième piste sans titre, consistant en une image SSTV avec des sons aigus ne pouvant être décodés en une image visible qu'avec un logiciel approprié (tels que MultiMode pour Macintosh ou MMSSTV pour Windows).
En 2005, James sort une série en 11 parties, Analord, sous le pseudonyme AFX et sur le label Rephlex, qui comprend un total de 42 morceaux (soit une moyenne de deux à quatre pistes par EP). La série a été créée en jouant et en séquençant des équipements musicaux électroniques analogiques et numériques tels que des synthétiseurs et des boîtes à rythmes (principalement les Roland TB-303, 808 et 909) enregistrés sur bande magnétique puis pressés sur vinyle. James utilise également sa collection de synthétiseurs vintage et de boîtes à rythmes, dont certains sont rares à cette époque. Certains disques comprennent des photos de synthétiseurs rares comme le Synton Fenix (en), le Roland MC-4 (en) (notoirement difficile à programmer). James est particulièrement méticuleux au cours du processus d'enregistrement, du mastering et du pressage. Préférant le vinyle ou les cassettes au numérique, il essaie plusieurs usines de pressage jusqu'à être satisfait du résultat. Cependant, le copropriétaire de Rephlex, Wilson-Claridge, le convainc de sortir une compilation sur CD de 10 morceaux de la série Analord. Intitulée Chosen Lords, celle-ci sort en avril 2006. Vingt pistes supplémentaires, disponibles en téléchargement, sont ajoutées à la série Analord en décembre 2009, et chaque EP contient désormais jusqu'à neuf pistes.

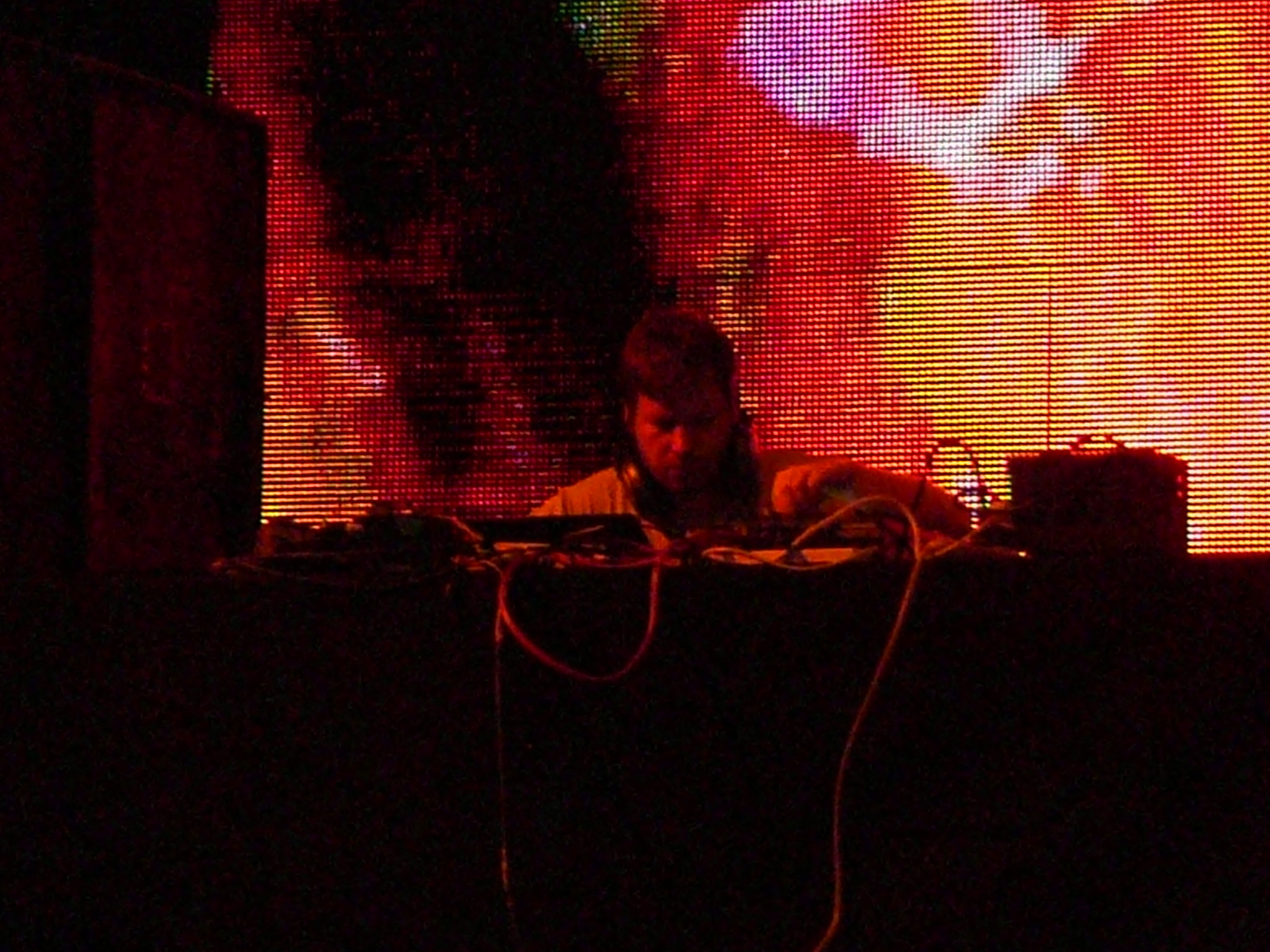
Aphex Twin au Coachella Festival en 2008.

En 2007, les médias spéculent sur un nouveau pseudonyme potentiel de James, à la suite de la sortie successive d'un EP et d'un album sous l'alias The Tuss : Confederation Trough, en avril, puis Rushup Edge en juin. Ces deux sorties, parues sur le label Rephlex dont James est le cofondateur, sont créditées respectivement à Brian Tregaskin et Karen Tregaskin. The Guardian et d'autres médias alimentent l'hypothèse selon laquelle The Tuss serait un pseudonyme de Richard D. James et énumèrent les éléments troublants : le fait qu'elles soient éditées par le prestigieux éditeur Chrysalis (en) serait étonnant pour un artiste non confirmé ; un titre de The Tuss a été identifié dans un live d'Aphex Twin en 2005 ; certains fans identifient dans les compositions le son d'un Yamaha GX1 (en), un synthétiseur analogique extrêmement rare et cher dont James possède un exemplaire. De plus, le terme « tuss » signifierait « érection » en argot des Cornouailles, région dans laquelle James a grandi. En juillet 2007, Grant Wilson-Claridge, l'autre cofondateur de Rephlex, rejette ces allégations, en déclarant dans une interview : « les gens semblent plus intéressés par la spéculation et la célébrité que par le contenu, la qualité ou la musique. Faites attention de ne pas manquer quelque chose de vraiment formidable mais méconnu. » Lorsque Syro est annoncé en 2014, Bleep.com confirme que The Tuss est un pseudonyme d'Aphex Twin. Dans une interview de promotion pour Syro avec le magazine néerlandais "OOR", James confirme qu'il avait été occupé à « enregistrer deux EP sous le nom de The Tuss ».

### 2007 à 2014: Période d'inactivité et retour avecSyro

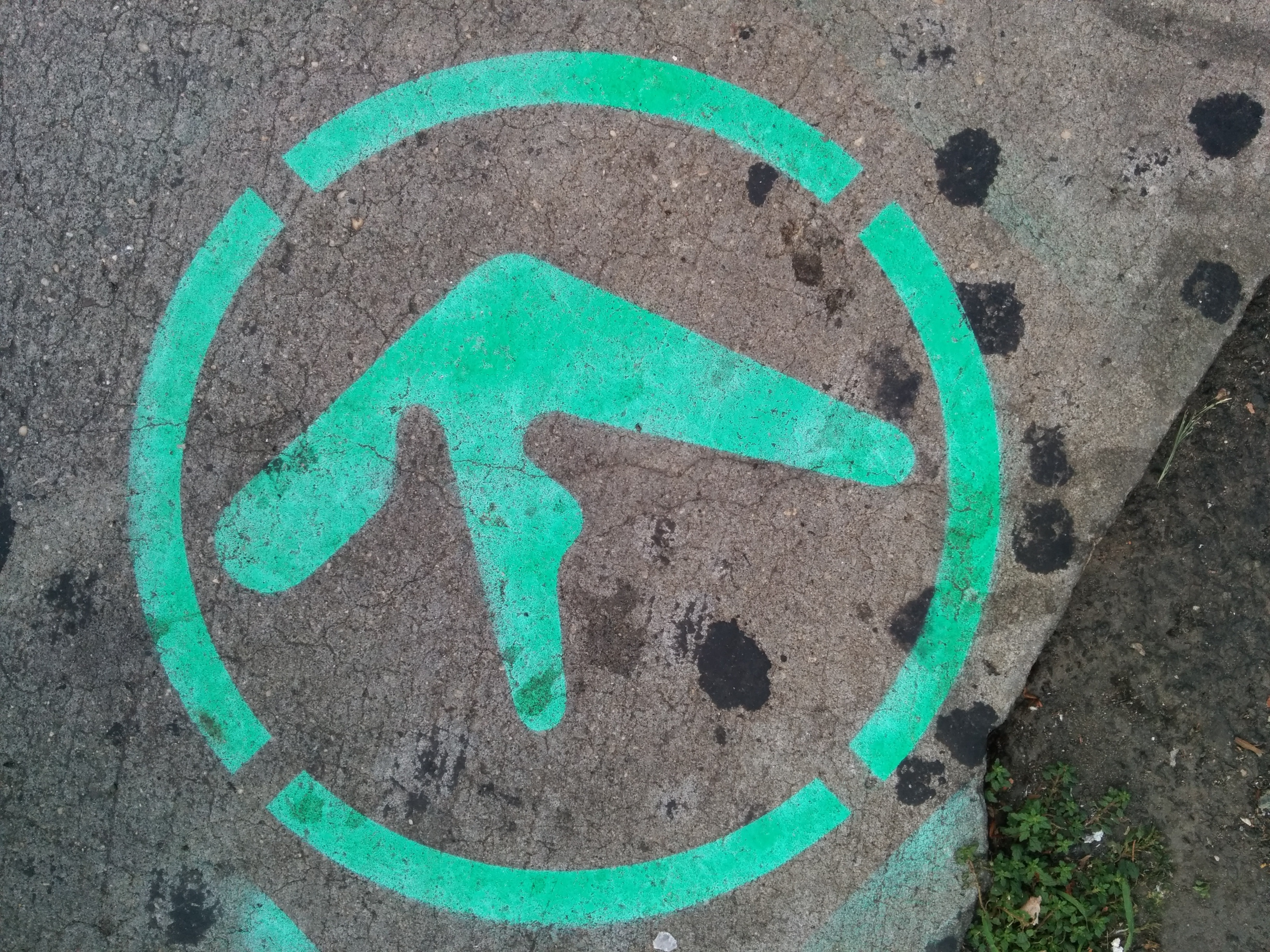
Street art à New York pour la promotion de l'album Syro.

La sortie de Rushup Edge marque le début d'une période de sept ans pendant laquelle James ne publie officiellement aucun album, même s'il continue de se produire en live. En 2010, il déclare pourtant « avoir terminé six albums ». Au début du mois d'avril 2014, un des très rares exemplaires de The Caustic Window Album, un album dont la sortie fut annulée en 1994, est mis en vente sur Discogs au prix de 13 500 $. Le 16 juin 2014, l'album est proposé en téléchargement numérique pour les participants à une campagne Kickstarter destinée à financer l'achat du vinyle physique. Une fois celui-ci numérisé, il est revendu sur eBay pour la somme de 46 300 $ au bénéfice de James, des contributeurs de la campagne Kickstarter et de Médecins Sans Frontières.
Le 16 août 2014, un dirigeable vert portant le logo Aphex Twin et "2014" inscrit sur le côté est observé survolant Londres, au Royaume-Uni. Peu de temps après, une photo sur Twitter montre le logo Aphex Twin peint au pochoir sur un trottoir non loin du Radio City Music Hall à New York. Deux jours plus tard, le compte Twitter d'Aphex Twin publie un lien vers la liste des morceaux d'un album à paraître intitulé Syro, qui sort le 22 septembre. Le 8 février 2015, Syro remporte le Grammy Award du meilleur album dance/électronique à l'occasion de la 57e cérémonie des Grammy Awards.

### 2015 à 2019: Activité Soundcloud,CheetahetCollapse
À l'occasion d'une interview de novembre 2014 liée à la sortie de Syro, James dévoile 21 titres inédits, baptisés Modular Trax, disponibles sur SoundCloud. L'interview et les morceaux sont par la suite supprimés,. Entre janvier et novembre 2015, un utilisateur anonyme publie 268 titres sur SoundCloud, sous les pseudonymes "user487363530", "user4873635301", "user48736353001", et enfin "user18081971". Pitchfork commente : « les caractéristiques de la production rappellent des moments distincts dans le catalogue de James, depuis Analogue Bubblebath jusqu'à GAK. Vous pouvez entendre les mêmes machines, les mêmes processus et, surtout, les mêmes idées. Si ce n'est pas James, c'est un musicien qui est absolument à sa hauteur et quelles sont les chances qu'un tel individu soit passé inaperçu durant toutes ces années? » Mike Paradinas (alias μ-Ziq), qui a collaboré avec James sur l'album Expert Knob Twiddlers en 1996, déclare reconnaître certains anciens morceaux de James. Le même jour, le compte Twitter officiel d'Aphex Twin publie un lien Twitter vers la page SoundCloud de l'utilisateur nommé "user48736353001". Au cours d'une interview pour Crack Magazine en 2018, James déclare : « J'ai toute cette musique [de côté] et je me suis dit que si je décédais, que feraient mes enfants? Que ferait ma femme? Ils seraient vraiment stressés et ils ne sauraient pas quoi faire avec tout cela. Alors j'ai juste pensé à la donner, comme ça ils n'auraient pas à y penser ». James raconte aussi que cet épisode a déplu à son label Warp : « Cela m'a renforcé dans l'idée que c'était la bonne chose à faire sur le moment ». Presque toutes les pistes SoundCloud ont depuis été supprimées. En 2015, James sort aussi deux EP : Computer-Controlled Acoustic Instruments Pt. 2 et Orphaned Deejay Selek 2006–08, qui signe son retour sous le pseudonyme AFX pour la première fois depuis Analord.
Le 7 juillet 2016, Warp publie l'EP Cheetah. L'EP tire son nom du Cheetah (en) MS800, un synthétiseur du début des années 1990 particulièrement difficile à utiliser et à programmer. Un clip vidéo sort pour "CIRKLON3 [Колхозная mix]", réalisé par Ryan Wyer, un fan d'Aphex Twin âgé de 12 ans. Il s'agit du premier clip officiel d'un titre d'Aphex Twin depuis Windowlicker.
Le 7 août 2018, la sortie d'un nouvel EP, intitulé Collapse (EP) est annoncée par Warp pour le 14 septembre. Le clip promotionnel d'un extrait de l'album intitulé "T69 Collapse" devait être diffusé sur Adult Swim, mais cette diffusion est annulée car les images le font échouer au test de Harding (en), censé mesurer le risque d'épilepsie photosensitive chez le téléspectateur. Le clip est mis en ligne sur Youtube le lendemain.
En 2019, il est nommé aux Brit Awards dans la catégorie "Best Male Solo Artist" (Meilleur Artiste Solo Britannique), un « événement rare » pour un artiste de musique électronique. C'est sa troisième nomination dans cette catégorie après 2002 et 2016.

### Depuis 2023:Blackbox Life Recorder 21f / In a Room 7 F760
En 2023, cinq années après sa dernière production, Aphex Twin sort un nouvel extrait intitulé "Blackbox Life Recorder 21f" et annonce par ailleurs la sortie d'un nouvel EP intitulé "Blackbox Life Recorder 21f / In a Room7 F760", disponible le 28 juillet prochain chez Warp.

## Style musical et influence

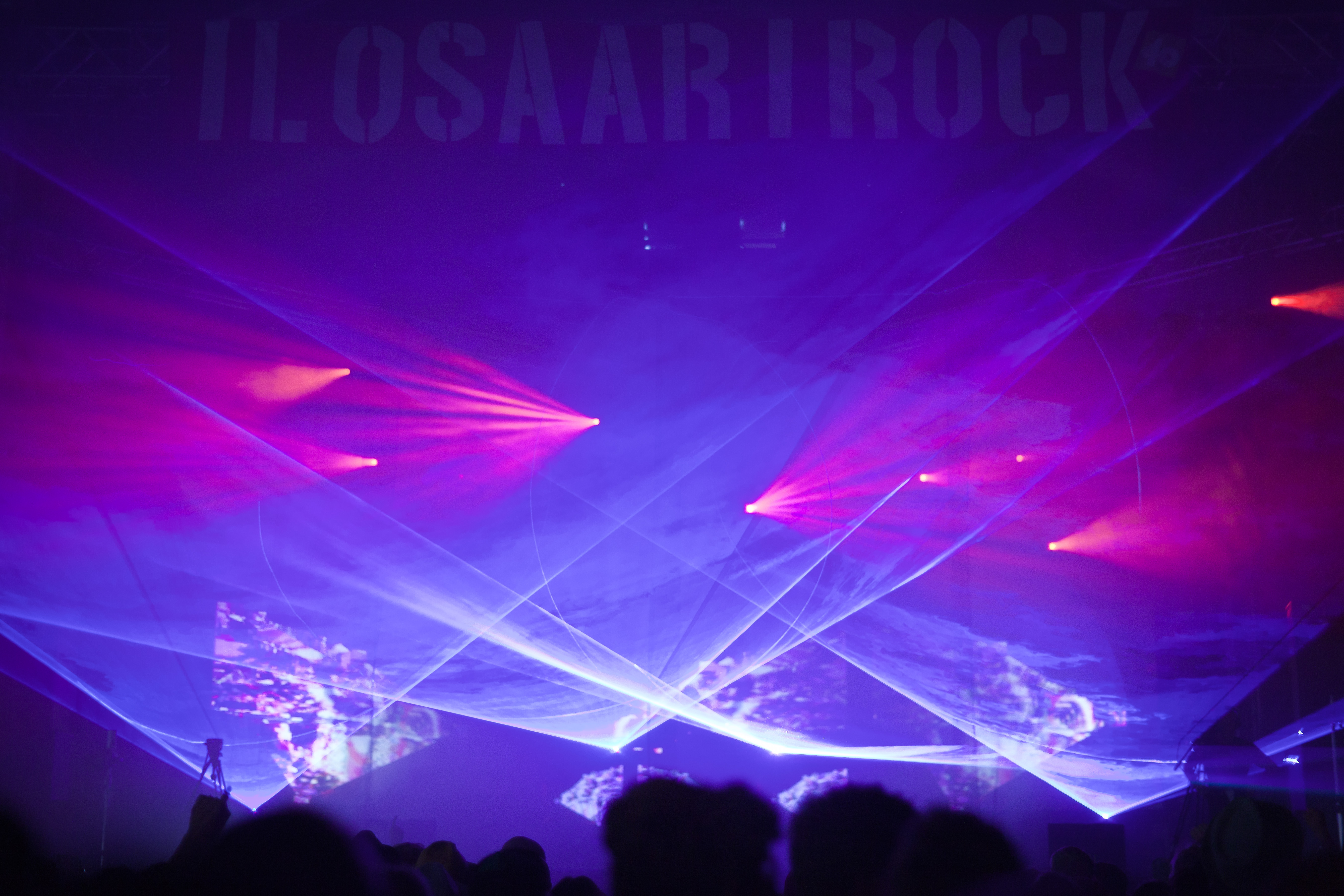
Aphex Twin à Ilosaarirock en 2011

En 2014, Rolling Stone décrit Aphex Twin comme un « musicien électronique hautement influent, dont les sonorités ambient et les rythmes étrangement tordus sont arrivés aux oreilles des artistes de tous les genres ». Le Financial Times souligne la réputation de James en tant que « musicien sortant des sentiers battus, associant différents éléments dans des formulations imprévisibles : acid house et musique classique moderne, beats durs et tonalités étranges [...] ». AllMusic décrit la musique de James comme « un travail avant-gardiste et engageant sur le plan émotionnel, allant de l'ambiance pastorale à l'acid techno maniaque ». Fact écrit que James « s'est taillé une place dans l'histoire de la musique électronique, s'étendant à l'ambient, la jungle, la techno, etc. ».
En 2001, The Guardian décrit la musique de James comme étant dans la lignée de Karlheinz Stockhausen, John Cage, Kraftwerk, Brian Eno et Derrick May. Toutefois, en 1993, James déclare qu’il passait ses premières années à produire de la musique plutôt qu’à l’écouter : « pendant des années, j'étais inculte en matière de musique, hormis en acid et techno, où j’achetais à peu près tout ce que je trouvais. » Il cite le premier album de 808 State, Newbuild, comme une influence majeure. Ce n'est que plus tard qu'il fait la rencontre d'artistes d'avant-garde tels que Cage, Stockhausen, Steve Reich, Eno et Terry Riley, dont il loue l'œuvre In C. James laisse entrevoir d'autres influences en publiant sur son label Rephlex Music from the BBC Radiophonic Workshop (en), une compilation enregistrée par les précurseurs du BBC Radiophonic Workshop (en) (y compris Delia Derbyshire). Bien qu'il déclare « je n'aime pas vraiment le rock & roll », il apprécie Led Zeppelin (« qui produit de super breakbeats »), et Pink Floyd (pour leur musique psychédélique).
James n'a pas de formation musicale et est autodidacte. Dans une interview accordée au magazine Space Age Bachelor en septembre 1997, il déclare qu'il compose de la musique ambient depuis l'âge de 13 ans, qu'il possède « plus de 100 heures » de musique inédite et qu'il a inventé un logiciel de création musicale composé de processus algorithmiques générant automatiquement le rythme et la mélodie. Si ces déclarations peuvent être douteuses, il affirme également être synesthète musique-couleurs et incorporer le rêve lucide dans ses compositions. Dans une interview accordée à Simon Reynolds en 1993, James affirme se priver volontairement de sommeil pour influencer ses compositions.
Rephlex Records, dont James est copropriétaire avec Grant Wilson-Claridge, invente le terme braindance en 1991 pour décrire la musique d'Aphex Twin,,. Selon le label, la « braindance réunit les meilleurs éléments de tous les genres, par exemple, la musique traditionnelle, classique, électronique, populaire, moderne, industrielle, ambient, hip-hop, electro, house, techno, breakbeat, hardcore, ragga, garage, drum and bass, etc. ». Dans une de ses chroniques, un contributeur de Pitchfork déclare en 2002 : « [la] "braindance" échappe à l'opposition binaire corps vs. esprit de la musique électronique : il s'agit d'un genre hyper complexe sur le plan rythmique, qui conserve ses attaches de musique de club en joignant la possibilité de bouger à l'imagination débordante de l'auditeur ». James préfère ce terme à celui d'intelligent dance music ou "IDM" qui lui est souvent associé. En 1997, il déclare : « Je pense juste que c'est vraiment drôle d'inventer des termes comme ça. C'est comme dire basiquement "c'est intelligent et tout le reste est stupide". C'est vraiment méchant pour la musique des autres. (rires) Ça me fait rire, ce genre de choses. Je n'utilise pas de noms. Je dis juste que j'aime quelque chose ou que je n'aime pas ».
On pourrait ranger Aphex Twin dans les catégories « ambient », « electronica », « IDM (intelligent dance music) » ou « braindance », « intelligent techno », voire « jungle », « drill and bass », « breakcore » ou même « noise » (« bruit »). Son répertoire étant très variable, s'étendant de l'hymne mélodique/harmonique répétitif au beat le plus agressif et rapide, il est difficile de trancher dans les classements. Cependant, on peut remarquer une certaine récurrence de l'ambiguïté rythmique, de l'orchestration d'un grand nombre de pistes se répétant en boucles de rythmes différents et très précis, de l'utilisation de la micro-rythmique comme appui des rythmes principaux et de l'intervention de partitions extrêmement harmoniques, souvent en forme de ritournelles enfantines, comme balance de l'instabilité rythmique. Cela en fait une musique complexe qui exige une grande attention d'écoute, ce qui lui vaut son appellation de braindance ou Intelligent dance music. L'usage d'échantillons de voix manipulées est également assez récurrent, et vient aussi balancer et affiner le rythme du morceau. L'électronique permet d'être extrêmement précis et systématique dans le rythme, d'une façon impossible à interpréter pour un musicien. À ce titre, il est intéressant de noter qu'un ensemble contemporain, Alarm Will Sound, a interprété des titres d'Aphex Twin avec des instruments d'orchestration classiques en essayant de se coller le plus possible à l'œuvre originale. Malgré une excellente précision, il en ressort une élasticité, une certaine mollesse, qui n'est pas présente dans les originaux; cela est du aux micro-déviations de jeu, inévitables lors de l'interprétation par des êtres humains. Néanmoins, l'œuvre ne paraît pas dénaturée, et l'on peut ainsi conclure qu'une grande partie du dynamisme et de la dureté rythmiques, caractéristiques d'Aphex Twin, sont dues à l'extrême précision des rythmes utilisés[réf. à confirmer].
Le style musical d'Aphex Twin est difficile à décrire précisément car il est très expérimental et évolue constamment. Cependant, on peut noter plusieurs caractéristiques de sa musique. Aphex Twin utilise souvent des rythmes complexes et des structures de chansons non conventionnelles, combinant des sons électroniques avec des sons acoustiques. Il est connu pour son utilisation intensive de synthétiseurs modulaires et de techniques de programmation avancées pour créer des sons uniques et innovants. Sa musique peut varier de l'ambient et de la musique électronique atmosphérique à des morceaux plus abrasifs et industriels, avec des percussions fortes et des basses puissantes. Les morceaux peuvent également inclure des échantillons vocaux et des textures sonores étranges et expérimentales.
En somme, le style musical d'Aphex Twin est caractérisé par des compositions expérimentales, des sons électroniques innovants et une exploration constante de nouveaux sons et textures sonores. Sa musique est considérée comme très influente dans le domaine de la musique électronique et de la musique expérimentale en général.

## Pseudonymes et image
Le « Twin » (jumeau) d'Aphex Twin est originellement considéré comme faisant référence à Tom Middleton, qui a collaboré au premier EP de James, Analogue Bubblebath. En 1996, James révèle toutefois dans une interview que ses parents ont perdu un enfant mort-né, qui aurait dû s'appeler Richard : « Ma mère était tellement bouleversée qu’elle a gardé son nom mais l’a oublié, en pensant : “Le prochain garçon que j’aurai, ce sera lui.” Donc je l'ai en quelque sorte remplacé comme s'il n'existait pas. » La pochette de l'EP Girl/Boy, sorti en 1996, montre une pierre tombale qui serait située au Canada, sur laquelle on peut lire : « Richard James, 23 novembre 1968 ».
Le visage de James, sardonique ou déformé, apparaît de façon récurrente sur ses pochettes d'albums et dans ses clips. Selon lui, cela constitue une réponse aux producteurs de techno qui dissimulent leur identité : « Je l'ai fait parce que le truc dans la techno qui n'était pas censé arriver était de se faire reconnaître et ce genre de choses. Le genre de règle tacite était que vous ne pouviez pas mettre votre visage sur la jaquette. Il fallait que ce soit un circuit imprimé ou quelque chose comme ça. C'est pourquoi je l'ai fait à l'origine. Mais ensuite je me suis laissé emporter. »
La pochette de ...I Care Because You Do comporte ainsi une image de James et celle du Richard D. James Album une photographie en gros plan. Son visage se superpose au corps d’autres personnes dans les clips de Come to Daddy et de Windowlicker.
En plus d'Aphex Twin, James a enregistré sous les pseudonymes AFX, Blue Calx, Bradley Strider, The Universal Indicator, Brian Tregaskin, Caustic Window, The, Smojphace, GAK, Karen Tregaskin, Martin Tressider, PBoD (Phonic Boy on Dope), Polygon Window, Power-Pill, Q-Chastic, Dice Man, The Tuss et Soit-P.P. Dans une interview de 1997, James est invité à commenter la différence entre les œuvres publiées sous des pseudonymes différents : « je ne sais pas. Il n'y a pas vraiment de théorie. C'est juste des choses que je me sens bien de faire à un moment précis et je ne sais vraiment pas pourquoi. Je sélectionne des morceaux pour certaines choses et je me lance. Je ne sais pas ce que cela signifie. »
L'usage de ces multiples pseudonymes engendre des spéculations autour de nombreux artistes anonymes composant de la musique électronique. En 2001, James déclare : « beaucoup de gens pensent que tout ce qui est électronique vient de moi. Je suis crédité pour tant de choses, c'est incroyable. Je suis pratiquement tout le monde, je pense — tout le monde et personne. »

## Influence et héritage
Dans The Guardian en 2001, le journaliste Paul Lester décrit James comme « la figure la plus inventive et la plus influente de la musique électronique contemporaine ». John Bush, pour AllMusic, écrit que « contrairement à la plupart des artistes issus de la scène techno des années 90, James s'est établi comme une véritable personnalité, connue autant pour son sourire effronté et ses clips musicaux anxiogènes que pour ses albums et ses EP novateurs », ce qui l'a aidé à « élargir son auditoire de ravers et critiques aux amateurs de rock, avec de nombreux musiciens non électroniques le citant comme influence ». Pour le journaliste Jean-Yves Leloup, la musique d'Aphex Twin est influencée par son passé de raver : « c'est un des rares artistes qui va réussir à convaincre la scène rock, ou la presse rock, ou la presse pop : la musique électronique commence à être prise au sérieux, mais justement, pas sous sa forme la plus dansante, mais sous sa forme plus introspective. »
En 2007, Thomas Bangalter des Daft Punk cite Aphex Twin (et en particulier Windowlicker) comme une influence de l'album Discovery, sorti en 2001 : « ce n’était pas de la musique de club, mais c'était tout sauf décontracté et calme »[réf. nécessaire].
En 2013, Thom Yorke de Radiohead cite Aphex Twin comme étant « une influence massive » : « il a ouvert un autre monde où ma putain de guitare électrique n'existait pas, et j’étais tellement jaloux de ces gens-là. Ils étaient sur leur propre planète. Je détestais toute la musique qui entourait Radiohead à l'époque, ça n'avait aucun sens. Je détestais l'espèce de Britpop et ce qui se passait en Amérique, mais Aphex était totalement magnifique et il a quasiment mon âge aussi ». En 2002, alors qu'il lui est demandé s'il pourrait jouer avec Radiohead, James déclare : « Je ne jouerais pas avec eux car je ne les aime pas. »
Mike Edwards, chanteur du groupe Jesus Jones, raconte en 1993 qu'il « écoute et est influencé par » Aphex Twin.
La piste #5 de Selected Ambient Works Volume II est ralentie et réarrangée pour devenir "City of Lost Angels" dans la bande-son du jeu Fallout en 1997[réf. nécessaire].
En 2005, l'orchestre de chambre américain Alarm Will Sound (en) sort Acoustica: Alarm Will Sound Performs Aphex Twin, un album acoustique de morceaux de James. Le London Sinfonietta joue des arrangements de morceaux d'Aphex Twin en 2006.
Le guitariste des Red Hot Chili Peppers, John Frusciante, déclare qu'Aphex Twin est « la meilleure chose depuis le pain en tranches », et que ses albums Outsides et PBX Funicular Intaglio Zone témoignent de l'influence de James[réf. nécessaire].
Le compositeur minimaliste Steve Reich, pour qui James a retravaillé Pendulum Music, déclare dans une interview pour le NME en 2014 : « J'avais entendu parler d'Aphex Twin mais je n'avais jamais entendu une note de sa musique avant de le rencontrer en Pologne en 2011. [...] J'ai passé un moment agréable à travailler avec lui. Nos idées se rejoignaient. C'est un gars très brillant et très sérieux. Il m'a vraiment impressionné. »

## Vie privée
Richard D. James est très secret sur sa vie privée. Il est par ailleurs célèbre pour ses déclarations énigmatiques et souvent mensongères sur sa vie personnelle, à la limite du trolling,,. Par exemple, il a déclaré avoir hérité du nom de son grand frère décédé, de ne dormir que deux ou trois heures par nuit, ou encore habiter dans un coffre-fort d'une banque qu'il aurait acheté dans le quartier de Elephant & Castle à Londres, pour « avoir le karma de vivre dans un endroit où l'argent afflue en permanence ». Dans les années 90, il déclare avoir acheté un véhicule blindé avec un canon mitrailleur fonctionnel, véhicule dans lequel il se serait déplacé en remplacement d'une voiture dans les environs de Cornwall,.
En 2018, dans une interview pour Crack, il déclare vivre dans un endroit reculé d'Écosse.
En 2021, sa sœur Julie est devenue ministre du Changement climatique du Pays de Galles.

## Discographie
Complètement opposé à l'industrie du disque et à son système de choix de mise sur le marché, Richard D. James jongle avec les noms, les labels et les contrats. Il utilise différents pseudonymes depuis 1992 : Caustic Window, GAK, Polygon Window, AFX, Power Pill, Soit-P.P., Blue Calx, Q-Chastic, Martin Tressider, Bradley Strider, The Aphex Twin (pour le maxi Digeridoo et la compilation Classics, édités par les Belges de R&S Records), Aphex Twin, The Dice Man, Rich (de Mike & Rich), Tahnaiya Russell, DJ Smojphace, The Tuss et dernièrement user48736353001 et user18081971 sur le site de streaming musical Soundcloud.

## Vidéographie

### Clips
- On, 1993, réalisé par Jarvis Cocker & Martin Wallace
- Donkey Rhubarb, 1995, réalisé par David Slade
- Ventolin, 1995, réalisé par Steve Doughton & Gavin Wilson
- Come to Daddy, 1997, réalisé par Chris Cunningham
- Windowlicker, 1999, réalisé par Chris Cunningham
- Windowlicker (Bleeped Version), 1999, réalisé par Chris Cunningham
- Nannou, 2003, réalisé par Laurent Briet
- CIRKLON3 [ Колхозная mix ], 2016, réalisé par Ryan Wyer
- T69 Collapse, 2018, réalisé par Weirdcore[90]

### Autres vidéos
- Shotkeya, 1993, réalisé par Taste Video, musique mixé par DJ Dr. Atmo
- Flex, 2000, réalisé par Chris Cunningham
- Monkey Drummer, 2001, réalisé par Chris Cunningham
- Omgyjva-switch 7 (The Baghdad Blog), 2003, réalisé par Mat Cook
- Rubber Johnny, 2005, réalisé par Chris Cunningham, Warp film